# Betty Lise Anderson
Betty Lise Anderson é uma engenheira eléctrica americana que trabalha na área de fotónica. Ela é professora da Ohio State University desde 1990. Ela é Fellow da SPIE, e membro sénior da Optical Society of America e do Institute of Electrical and Electronics Engineers.